# Monoglicérido

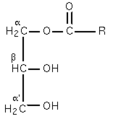
Estructura química general de un monoglicérido.

Un monoglicérido, más comúnmente conocido como monoacilglicerol, monoacilglicerina o monoacilglicérido, es un compuesto orgánico formado por una molécula de glicerol unida covalentemente a una cadena de ácidos grasos a través de un enlace éster.
Pueden ser sólidos céreos, sólidos duros o líquidos, todos ellos insolubles en agua y solubles en disolventes orgánicos. Su eficacia como emulsificantes w/o y o/w se debe en parte a la capacidad que poseen de disminuir la tensión superficial entre el agua y distintos lípidos a altas temperaturas. Además, los monoglicéridos se caracterizan por situarse sobre la superficie de la fase dispersa de las emulsiones formando una película superficial viscoelástica o bien formando cristales líquidos.
Los monoacilgliceroles se pueden dividir en: 1-monoacilgliceroles y 2-monoacilgliceroles, dependiendo de la posición del enlace éster en la molécula de glicerol:
| 1-Monoacilglicerol | 2-Monoacilglicerol |
|                    |                    |

Monoglicéridos y diacilglicéridos son comúnmente añadidos a los productos comerciales de alimentos en pequeñas cantidades. Actúan como emulsionantes, ayudando a mezclar los ingredientes insolubles que de otro modo no se mezclarían.
La fuente natural de extracción puede ser animal (derivados vacunos o porcinos) o vegetal y también pueden ser sintetizados sintéticamente. A menudo se encuentran en productos de panadería, bebidas, helado, chicles, margarina, etc. Cuando se utiliza en productos de panadería, los monoglicéridos mejoran el volumen del pan, y dan una textura suave y miga blanda.

## Síntesis
Los monoglicéridos se producen tanto biológica como industrialmente. Están presentes en la naturaleza en niveles muy bajos (0,1-0,2%) en algunos aceites de semillas como el aceite de oliva, el aceite de colza y el aceite de semilla de algodón. Son biosintetizados por la hidrólisis enzimática de los triglicéridos por la lipoproteína lipasa y la hidrólisis enzimática de los diglicéridos por la diacilglicerol lipasa; o como un intermedio en la alcanoilación del glicerol para formar grasas. Varios monoglicéridos son farmacológicamente activos (por ejemplo, 2-oleoilglicerol, 2-araquidonilglicerol).
La producción industrial se logra principalmente mediante una reacción de glicerólisis entre triglicéridos y glicerol. Las materias primas comerciales para la producción de monoacilgliceroles pueden ser grasas y aceites vegetales o animales.

## Ejemplos

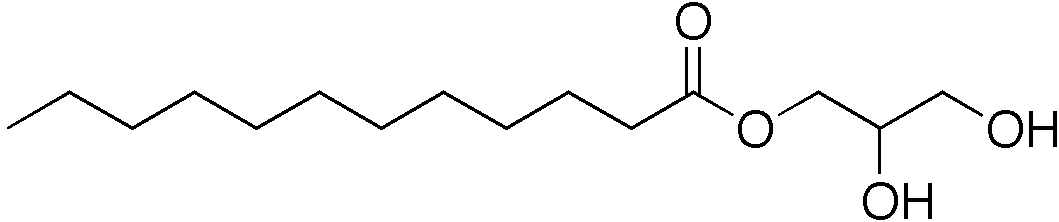
Monolaurina, comúnmente usada en cosmética y como aditivo alimentario
Monoestearato de glicerilo, usado en alimentación como espesante, emulsionante, y conservante.
Hidroxiestearato de glicerilo, encontrado en una gran variedad de productos cosméticos y de cuidado de la piel.